# Observatorio Vulcanológico de Hawái
El Observatorio Vulcanológico de Hawái, en inglés Hawaiian Volcano Observatory (HVO), es un observatorio vulcanológico responsable del monitoreo y estudio de los cinco volcanes activos de Hawái: Haleakala, Hualalai, Kilauea, Mauna Loa y Lōʻihi. El observatorio es una dependencia del United States Geological Survey. Sus edificios se encuentran en la cumbre del Kilauea.
- Datos: Q1424454
- Multimedia: Hawaiian Volcano Observatory / Q1424454